# Winkelriedhaus

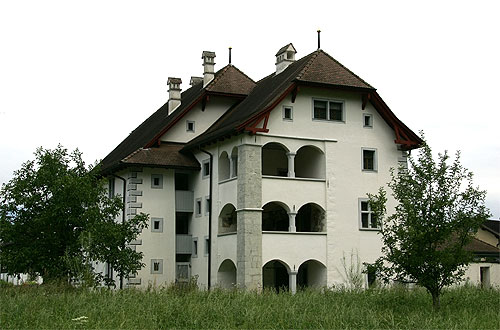
Winkelriedhaus

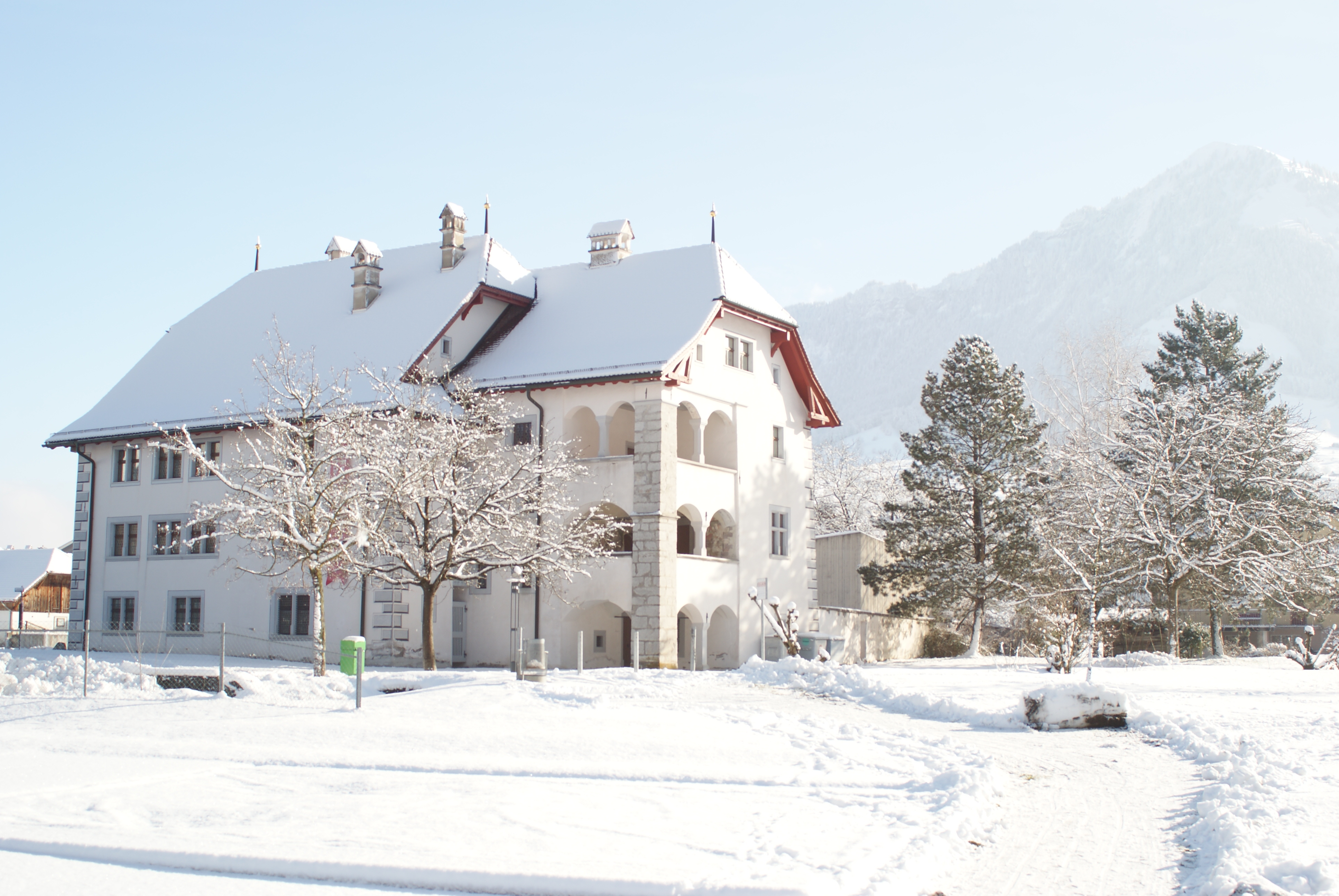
Winkelriedhaus im Februar 2019

Das Winkelriedhaus in Stans ist einer von drei Standorten des Nidwaldner Museums.
Das Winkelriedhaus gehört neben dem Rathaus und dem Höfli zu den bedeutendsten Profanbauten des Kantons Nidwalden.
Es wurde erstmals im 13. Jahrhundert urkundlich im Jahrzeitenbuch des Klosters Engelberg erwähnt. Im späten Mittelalter gehörte es dem Geschlecht der Winkelrieds. Der Landammann Ritter Melchior Lussi (1529–1606) erwarb 1560 das Gebäude und baute es während 40 Jahren zu einem herrschaftlichen Sitz aus. Über 200 Jahre blieb das Haus im Besitz der Familie Lussi. 1766 übernahm es der Landammann Jost Remigi Traxler und schließlich ging es 1815 an die Familie Kayser über. Diese schenkte 1974 dem Kanton das Haus.

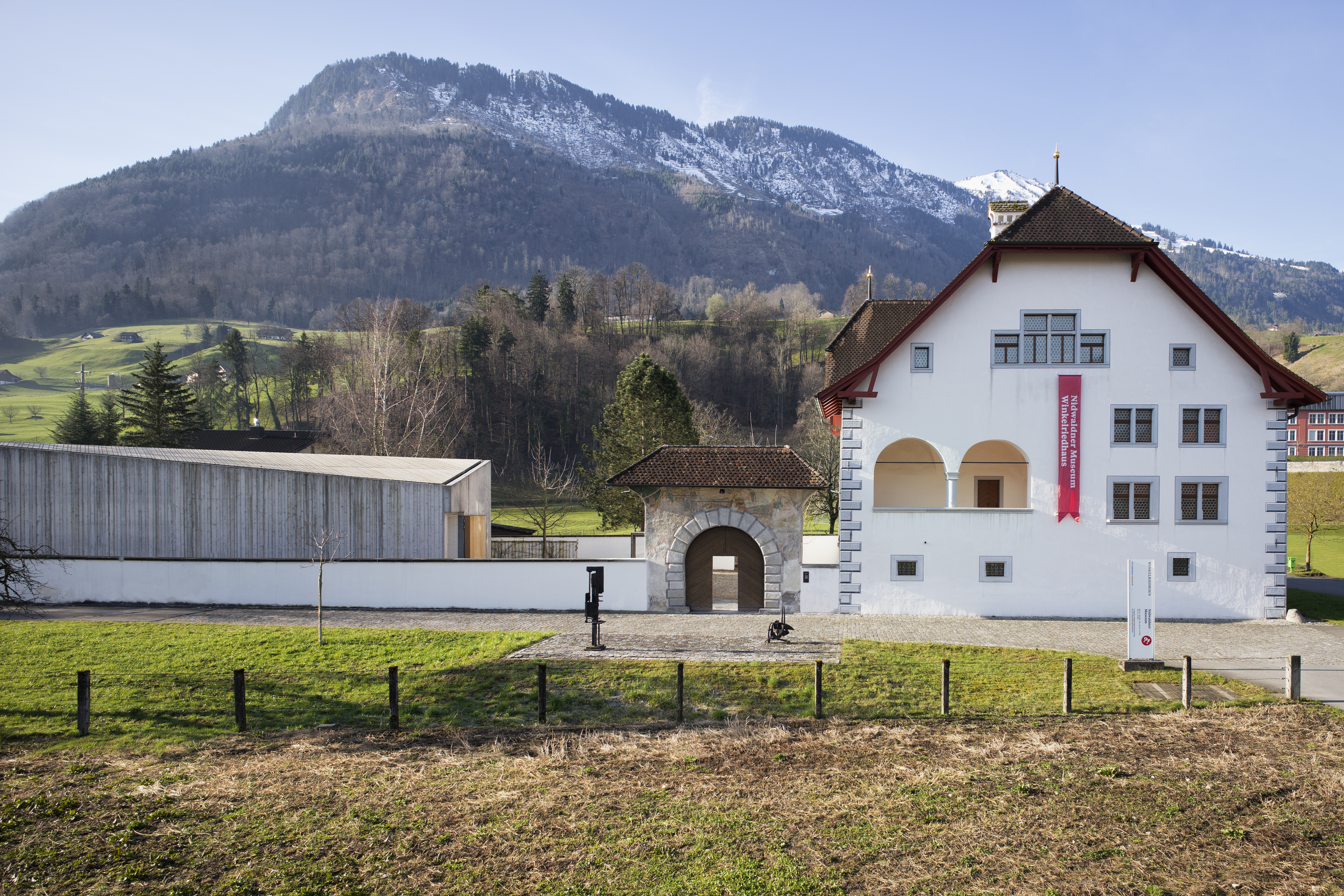
Winkelriedhaus mit Pavillon in Stans, Nidwaldner Museum

Von 1983 bis 1991 wurde das Haus restauriert und ist seither einer der drei Standorte des Nidwaldner Museums.
Die 2023 neu konzipierte Dauerausstellung «Selbst und Welt. Werke aus der Sammlung» zeigt das Kunstschaffen in Nidwalden seit dem 16. Jahrhundert präsentiert. 
Der 2012 eröffnete Pavillon bietet Raum für Wechselausstellungen zeitgenössischer Künstlerinnen und Künstler, die häufig einen Bezug zum Kanton haben oder aufgrund ihres Schaffens für die Region von Interesse sind. Der Garten bietet Platz zum Verweilen oder dient als Ort für Veranstaltungen. Das jährlich stattfindende Format «Sommer im Museum» nutzt den Garten für Veranstaltungen verschiedenster Art, wie etwa Performances, Lesungen und Konzerte.